# Duchcov
Duchcov alemany: Dux) és una ciutat del Districte de Teplice  a la Regió Ústí nad Labem de la República Txeca. Té uns 9.000 habitants i està situada a les Muntanyes Metal·líferes. També és on es troba el Castell de Dux.

## Història
La primera menció documenta és de l'any 1207, amb el nom antic de Hrabišín. El 1675 s'hi va fundar una fàbrica de cervesa. Fins a 1918, DUX (nom bilingüe DUX - DUCHOV era part de la monarquia austríaca i uns dels 94 Bezirkshauptmannschaften de Bohèmia.
L'any 1938 va ser ocupada per l'exèrcit nazi com un dels municipis dels sudets. Els germanoparlants van ser expulsats el 1945 pel decret Beneš .

## Residents famosos
- Giacomo Casanova (1725-1798), aventurer venecià